# David Luiz
David Luiz Moreira Marinho (* 22. April 1987 in Diadema) ist ein brasilianischer Fußballspieler. Derzeit steht er beim Paphos FC unter Vertrag. Seine bevorzugte Position ist die Innenverteidigung, wobei er unter Trainer José Mourinho auch im defensiven Mittelfeld eingesetzt wurde.

## Karriere

### Verein
David Luiz begann seine Karriere 2005 beim nordostbrasilianischen Klub EC Vitória. Bereits in seiner ersten Saison gewann er die Staatsmeisterschaft von Bahia. Anfang 2007 wurde er zunächst für ein halbes Jahr vom portugiesischen Klub Benfica Lissabon, als Ersatz für Ricardo Rocha, ausgeliehen. Vor der Saison 2007/08 verpflichtete Benfica das Abwehrtalent endgültig und David Luiz unterschrieb einen Vertrag bis 2013. Mit Benfica gewann der Defensivspieler 2009 die Taça da Liga, den nationalen Ligapokal: Nachdem er in der Startformation aufgeboten wurde, setzte sich das Team letztlich im Elfmeterschießen gegen Sporting Lissabon durch, wobei auch der Abwehrspieler seinen Elfer verwandeln konnte. Im Folgejahr wurde der Titel verteidigt. Beim 3:0-Finalsieg gegen den FC Porto spielte David Luiz über die vollen 90 Minuten.
Am 31. Januar 2011 wechselte David Luiz für rund 20 Millionen Pfund zum FC Chelsea. Sein Debüt für seinen neuen Verein gab er am 6. Februar 2011 bei der 0:1-Heimniederlage des FC Chelsea gegen den FC Liverpool über 17 Minuten, nachdem er in der 73. Minute von Trainer Carlo Ancelotti für José Bosingwa eingewechselt worden war. Darauf kam Luiz zu regelmäßigen Einsätzen in der Liga.
Am 19. Mai 2012 feierte Luiz den größten Triumph mit Chelsea, als er in München gegen den FC Bayern München die UEFA-Champions League gewann. Er spielte neben Gary Cahill in der Innenverteidigung und hatte Franck Ribéry bzw. Mario Gómez als Gegenspieler. Beim Stande von 2:0 für die Bayern im Elfmeterschießen verwandelte er seinen Elfmeter zum 2:1.

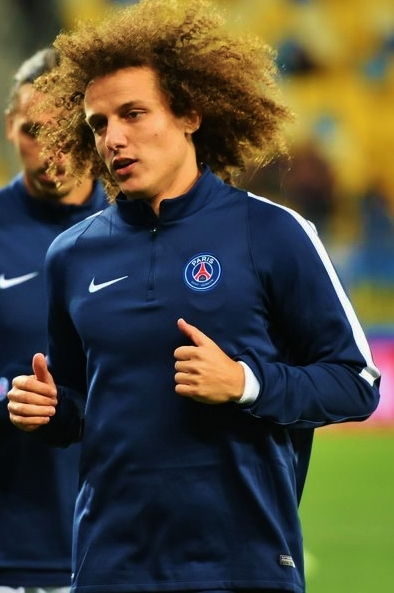
David Luiz bei Paris Saint-Germain

Zur Saison 2014/15 wechselte David Luiz in die französische Ligue 1 zu Paris Saint-Germain. Er unterschrieb beim Hauptstadtklub und amtierenden französischen Meister einen Fünfjahresvertrag bis zum 30. Juni 2019. Paris zahlte für David Luiz 49,5 Millionen € Ablöse an Chelsea. Nie zuvor wurde für einen Abwehrspieler mehr Ablöse bezahlt.
Am 31. August 2016 kehrte David Luiz zum FC Chelsea zurück. Die Ablösesumme betrug 38 Millionen Pfund Sterling.
Kurz vor dem Beginn der Saison 2019/20 wechselte David Luiz zum FC Arsenal. Im Mai 2021 gab der Klub bekannt, nicht weiter mit David Luiz verlängern zu wollen. Im August wurde dann sein Wechsel in seine Heimat zu Flamengo Rio de Janeiro bekannt. Der Kontrakt erhielt eine Laufzeit bis Dezember 2022. Am 19. Oktober konnte Luiz mit dem Klub den Copa do Brasil 2022 gewinnen. Am 29. November folgte der Sieg in der Copa Libertadores 2022. Im Januar 2025 wechselte er innerhalb Brasiliens zum Fortaleza EC und unterschrieb dort einen Vertrag bis Dezember 2026.
Im August 2025 wechselte David Luiz zurück nach Europa und unterschrieb beim zypriotischen Paphos FC einen Vertrag bis 2027.

### Nationalmannschaft

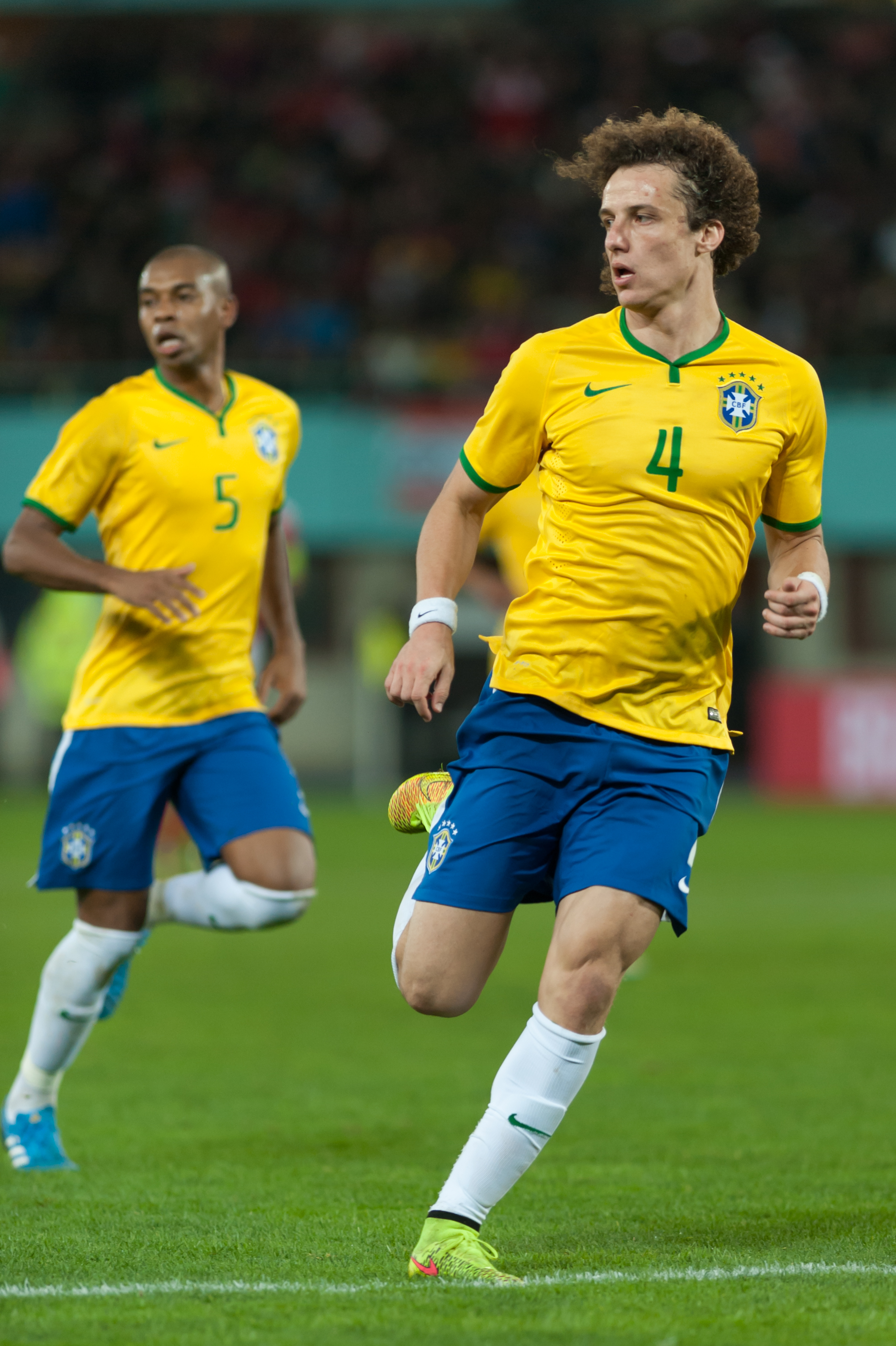
David Luiz im Trikot der brasilianischen Nationalmannschaft (2014)

David Luiz erlangte die portugiesische Staatsangehörigkeit, als er bei Benfica spielte. Es kam jedoch nie für ihn infrage, nicht für die brasilianische Nationalmannschaft zu spielen.
Bei der Junioren-Weltmeisterschaft 2007 stand David Luiz in zwei Vorrundenpartien in der Startaufstellung. Beim Achtelfinalaus gegen Spanien kam er nicht zum Einsatz. Nach der für die brasilianische A-Nationalmannschaft enttäuschend verlaufenden WM in Südafrika, kam David Luiz im ersten Freundschaftsspiel nach der Weltmeisterschaft unter Neu-Trainer Mano Menezes zu seinem ersten Einsatz in dieser Mannschaft. In der Freundschaftspartie gegen die USA bot ihn Menezes in der Startformation auf. Seither wird der Verteidiger regelmäßig ins Aufgebot berufen. Im Sommer 2011 wurde er für die Copa América in Argentinien nominiert. 
Am 28. Juni 2014 wurde ihm das Eigentor von Gonzalo Jara im Achtelfinale der Weltmeisterschaft 2014 gegen Chile zuerkannt, was für ihn das erste Länderspieltor bedeutete. Im Viertelfinale verwandelte er einen Freistoß gegen Kolumbien zum 2:0. Brasilien gewann das Spiel mit 2:1. 
Im WM-Halbfinale gegen die deutsche Nationalmannschaft führte David Luiz die Mannschaft als Kapitän an, da der eigentliche Kapitän Thiago Silva gesperrt war. Brasilien verlor das Spiel mit 1:7. Die Fotos eines weinenden David Luiz, der sich nach dem Spiel bei den brasilianischen Fans entschuldigte, gingen um die Welt. Anschließend lieferte Brasilien gegen die Niederlande im Spiel um Platz drei eine weitere desolate Leistung ab und wurde Vierter. David Luiz verschuldete das 0:2.
Für die WM 2018 wurde er nicht im Kader der brasilianischen Nationalmannschaft berücksichtigt.

## Erfolge
Nationalmannschaft
- FIFA-Konföderationen-Pokal: 2013

Benfica Lissabon
- Portugiesische Meisterschaft: 2010
- Portugiesischer Ligapokal: 2009, 2010

FC Chelsea
- UEFA Champions League: 2012
- UEFA Europa League: 2013, 2019
- Englische Meisterschaft: 2017
- Englischer Pokal: 2012, 2018

Paris Saint-Germain
- Französische Meisterschaft: 2015, 2016
- Französischer Pokal: 2015, 2016
- Französischer Ligapokal: 2015, 2016
- Französischer Supercup: 2015

FC Arsenal
- Englischer Pokal: 2020
- Englischer Supercup: 2020

Flamengo
- Copa do Brasil: 2022, 2024
- Copa Libertadores: 2022

## Auszeichnungen
- Primeira Liga Spieler des Jahres: 2010
- FIFA FIFPro World XI: 2014